# ایلیس هاماچه
ایلیس هاماچه (انگلیسی: Ilyes Hamache؛ زادهٔ ۱۱ فوریهٔ ۲۰۰۳) بازیکن فوتبال است.